# Georg Lockemann
Georg Lockemann (* 17. Oktober 1871 in Hollenstedt (Northeim); † 4. Dezember 1959 ebenda) war ein deutscher Chemiker und Chemiehistoriker.

## Leben
Seine Eltern waren der Salinen- und Mühlenbesitzer Hermann Lockemann (1838–1905) und Agnes (1845–1906), eine Tochter des Pastors Georg Katenhausen.
Georg Lockemann besuchte das Gymnasium in Göttingen, studierte ab 1891 Chemie an der TH Hannover und wurde dort Mitglied des Corps Macaro-Visurgia. Ab 1894 setzte er das Studium an der Universität Heidelberg fort, wo er Robert Wilhelm Bunsen kennenlernte. 1896 promovierte er mit einer organisch-chemischen Arbeit über Azobenzol-Derivate. Er arbeitete kurzzeitig an der Saline in Sülbeck und zog 1898 nach Leipzig, wo er Privat- und ab 1901 Unterrichtsassistent von Ernst Otto Beckmann war. Zusammen mit Otto Liesche (1878–1931) experimentierte er mit Phenylhydrazin und Phenylhydrazone. 1904 habilitierte er sich mit Untersuchungen des Acroleins und Phenylhydrazins.
1907 wurde er Leiter der chemischen Abteilung des Robert-Koch-Instituts in Berlin. Nachdem er hier 1937 in den Ruhestand gegangen war, wurde er 1939–1945 nochmal in diese Position berufen.
1909 habilitierte er sich nochmals an der Landwirtschaftlichen Hochschule Berlin mit einer Verbesserung des Arsen-Nachweises mit dem Marsh-Liebig-Apparat. Im selben Jahr erhielt er hier eine Privatdozentur.
In den Jahren 1921–1945 lehrte er an der Berliner Universität Geschichte der Chemie und Pharmazie. Nachdem er nach Kriegsende an seinen Geburtsort zurückgekehrt war, setzte er 1946–1948 seine Lehrtätigkeit in Göttingen fort. Im Jahr 1932 wurde er zum Mitglied der Leopoldina gewählt.
Lockemann konnte 1925–1927 nachweisen, dass die ab 1924 aufgetretene Haffkrankheit nicht auf Arsen zurückzuführen ist. Er entwickelte auch einen synthetischen Nährboden für das Tuberkelbazillus.
Von seinen über 170 Veröffentlichungen beschäftigen sich 40 mit der Geschichte der Chemie.
Im Jahr 1941 erhielt er die Goethe-Medaille für Kunst und Wissenschaft.

## Veröffentlichungen
- Robert Wilhelm Bunsen. Lebensbild eines deutschen Naturforschers. Wiss. Verlagsges., Wiesbaden 1949
- Geschichte der Chemie in kurzgefasster Darstellung. Band 1. Vom Altertum bis zur Entdeckung des Sauerstoffs. de Gruyter, Berlin 1950
- Geschichte der Chemie in kurzgefasster Darstellung. Band 2. Von der Entdeckung des Sauerstoffs bis zur Gegenwart. de Gruyter, Berlin 1955
- Beiträge zum Arsennachweis nach Marsh-Liebig. In: Angewandte Chemie. Bd. 48, Nr. 13, S. 199–203 vom 30. März 1935 doi:10.1002/ange.19350481303
- Über das Vorkommen von Arsen im Frischen Haff. In: Angewandte Chemie. Bd. 39, Nr. 47, S. 1446–1449 vom 25. November 1926

## Belege
1. ↑  hu-berlin.de: Biografie Georg Lockemann
2. ↑  Anschriftenliste des Weinheimer SC. 1928, S. 183.
3. ↑  textlog.de: Haffkrankheit - Aale
4. ↑  Wilhelm Neumann: Georg Lockemann zum 80. Geburtstag; In: Naturwissenschaften; Volume 38, Number 21, 485–486, doi:10.1007/BF00628852

| Personendaten    | Personendaten      |
| ---------------- | ------------------ |
| NAME             | Lockemann, Georg   |
| KURZBESCHREIBUNG | deutscher Chemiker |
| GEBURTSDATUM     | 17. Oktober 1871   |
| GEBURTSORT       | Hollenstedt        |
| STERBEDATUM      | 4. Dezember 1959   |
| STERBEORT        | Hollenstedt        |